# 法蒂瑪·馬蘇梅
法蒂玛·宾特·穆萨（阿拉伯语：فَاطِمَة بِنْت مُوسَىٰ，转写：Fāṭima bint Mūsā，790年—816年），常被称为法蒂玛·玛苏玛（阿拉伯语：فَاطِمَة ٱلْمَعْصُومَة，转写：Fāṭima al-Maʿṣūma，意为“纯洁的法蒂玛”），是穆萨·卡齐姆的女儿，也是阿里·里达的妹妹。
约在公元816年，法蒂玛离开家乡麦地那，去拜访她的哥哥阿里·里达，但在途中病倒，去世于库姆。法蒂玛在库姆的陵墓成为朝圣地之一。